# Scutellosaurus
Scutellosaurus is een monotypisch geslacht van uitgestorven ornithischische dinosauriërs, behorend tot de Thyreophora, dat tijdens het Vroeg-Jura leefde in het gebied van huidige Noord-Amerika. De enige benoemde soort is Scutellosaurus lawleri.

## Vondst en naamgeving
In 1971 vond de geologiestudent David Lawler, ten onrechte door sommige bronnen aangeduid als 'Douglas Lawler', bij Rock Head op het West Moenkopi Plateau van Coconino County, Arizona, de resten van een dinosauriër.
De typesoort Scutellosaurus lawleri werd in 1981 benoemd en beschreven door Edwin Harris Colbert. De geslachtsnaam is afgeleid van het Latijn scutellum, 'klein schild', een verwijzing naar een pantser bestaande uit vele kleine beenplaatjes. De soortaanduiding eert Lawler.
Het holotype MNA Pl. 175 is gevonden in een laag van de Silty Facies Member van de Kayentaformatie, die wellicht dateert uit het vroege Pliensbachien, ongeveer 190 miljoen jaar oud. Het bestaat uit een gedeeltelijk skelet met schedel en onderkaken. Bewaard zijn gebleven: stukken van de premaxillae inclusief uitgekomen tanden; twee stukken van het rechterbovenkaaksbeen met in één ervan, gedeeltelijk bedekt door stukken van de neusbeenderen, zeven uitgekomen tanden; het linkerbovenkaaksbeen met vijf tanden; een mogelijke processus paroccipitalis van het achterhoofd; een voorste stuk van het linkerdentarium van de onderkaak met achttien tanden; een voorste stuk van het rechterdentarium met tien tanden; eenentwintig wervellichamen van halswervels en ruggenwervels; losse wervelbogen van deze wervels; achtenvijftig staartwervels; chevrons; talloze stukken rib; de bijna volledige schoudergordel, echter zonder de bovenkanten van de schouderbladen; beide opperarmbeenderen; de onderkant van het rechterspaakbeen; beide uiteinden van het linkerspaakbeen en de linkerellepijp; elementen van beide handen; stukken van beide darmbeenderen, schaambeenderen en zitbeenderen; beide dijbeenderen; het rechterscheenbeen met het rechtersprongbeen; het linkerscheenbeen, de onderkanten van beide kuitbeenderen; een mogelijk onderste tarsale; elementen van beide voeten; en ruim driehonderd pantserplaatjes. Het gaat vermoedelijk om een onvolwassen exemplaar.
Colbert wees ook een paratype aan, specimen MNA Pl.1752, dat in dezelfde formatie maar op een iets andere locatie, Gold Spring Wash, was aangetroffen. Dit bestaat uit een gedeeltelijk skelet zonder schedel en omvat vier prescrale wervels, twee sacrale wervels, vierenveertig staartwervels, delen van de schoudergordel en het bekken, en elementen van de voorste en achterste ledematen.
In 2000 werden aanvullende vondsten gemeld. De belangrijkste daarvan is specimen UCMP 130580, een gedeeltelijk skelet met een veel vollediger schedel dan het holotype. Daarnaast bestaat het nieuwe materiaal uit de specimina UCMP 170829: een gedeeltelijk skelet bestaande uit een voorhoofdbeen en delen van de voorpoten en achterpoten; en UCMP 130581, UCMP 175166, UCMP 175167 en UCMP 175168: losse botten waaronder opperarmbeenderen. In 2009 wees Sterling Nesbitt nog de specimina TMM-43687-16; MCZ 8592 en MCZ 8799 toe. In 2020 werden door Benjamin Breeden III nog eens zesenveertig individuen toegewezen gevonden tussen 1997 en 2000, waaronder twee vrij complete skeletten. Ongeveer zeventig procent van het skelet zou nu bekend zijn. in 2021 werden deze in meer detail beschreven.
De toegewezen specimina in 2021 waren MNA.V.3133, MNA.V.3137, MNA.V.12395, UCMP 130580, UCMP 170829, UCMP 130581, UCMP 175166, UCMP 175167, UCMP 175168, MCZ VPRA-8792, MCZ VPRA-8793, MCZ VPRA-8794, MCZ VPRA-8795, MCZ VPRA-8796, MCZ VPRA-8797, MCZ VPRA-8798, MCZ VPRA-8799, MCZ VPRA-8800, MCZ VPRA-8801, MCZ VPRA-8802, MCZ VPRA-8803, MCZ VPRA-8804, MCZ VPRA-8805, MCZ VPRA-8806, MCZ VPRA-8808, MCZ VPRA-8810, MCZ VPRA-8820, TMM 43647-7, TMM 43647-8, TMM 43647-11, TMM 43647-12, TMM 43648-13, TMM 43656-2, TMM 43656-3, TMM 43656-5, TMM 43661-1, TMM 43663-1, TMM 43664-1, TMM 43664-2, TMM 43669-5, TMM 43669-6, TMM 43669-11, TMM 43670-5, TMM 43670-7, TMM 43670-8, TMM 43687-9, TMM 43687-13, TMM 43687-16, TMM 43687-17, TMM 43687-22, TMM 43687-42, TMM 43687-50, TMM 43687-57, TMM 43687-75, TMM 43687-81, TMM 43687-96, TMM 43687-112, TMM 43687-114, TMM 43687-115, TMM 43687-116, TMM 43687-121, TMM 43687-122, TMM 43687-123, TMM 43687-124, TMM 43690-6, TMM 43691-18, TMM 43691-20, TMM 45608-3, TMM 45609-4, TMM 45609-5, TMM 45609-6 en TMM 47001-1.

## Beschrijving

### Grootte, algemene bouw en onderscheidende kenmerken

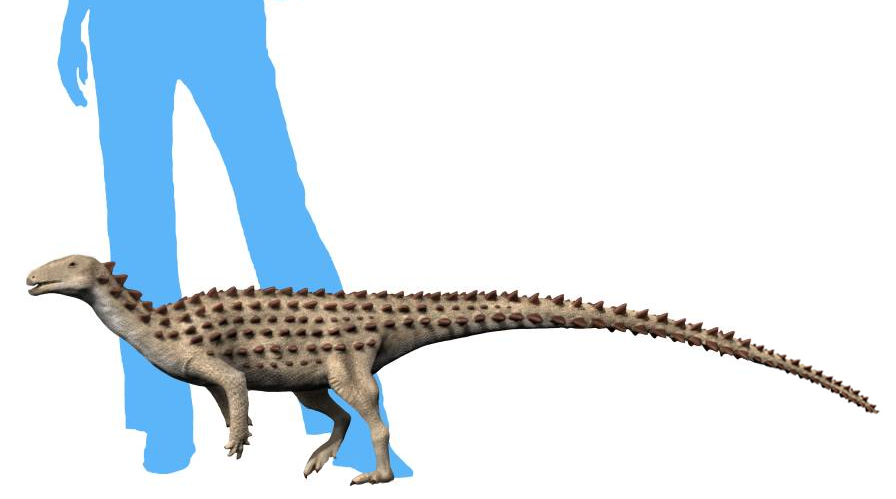
Scutellosaurus in grootte vergeleken met een mens

Scutellosaurus is een vrij kleine soort. In 2010 schatte Gregory S. Paul de lichaamslengte op 1,3 meter, het gewicht op drie kilogram. Daarbij moet wel in het oog worden gehouden dat het holotype nog onvolgroeid was.
De algemene bouw van Scutellosaurus is die van een tweevoeter. De staart is extreem lang en beslaat twee derden van de lichaamslengte. Kennelijk diende die om het lichaam in evenwicht te houden tijdens het rennen. Dat er een goed vermogen tot rennen was, blijkt ook uit de ranke achterpoot met een verlengd onderbeen. Dat de bouw gericht was op het bereiken van een hoge maximumsnelheid lijkt in tegenspraak met de bepantsering. Dit is wel verklaard door aan te nemen dat de lange staart alleen diende om dat pantser in evenwicht te houden. Dat is echter onwaarschijnlijk omdat de staart zelf ook pantserplaten droeg en dit op zichzelf het romppantser meer dan gecompenseerd zou hebben. Een andere verklaring ligt in de vorm van de voorpoten. De vroegste bekende Ornithischia konden al op hun voorpoten steunen. Die van Scutellosaurus zijn nog wat langer. Colbert meende dat het dier facultatief op vier poten kon lopen. Hoewel latere onderzoekers dat weer zouden betwijfelen, duiden de robuuste armen op een vierpotige houding tijdens het eten. De tragere vlucht bij gevaar die hier het gevolg van was, kan dan gecompenseerd zijn door een lichaamspantser. In 2023 bevestigde een studie dat Scutellosaurus voornamelijk een tweevoeter was die alleen in speciale gevallen een viervoetige houding aannam. Latere verwanten zouden het vermogen tot rennen helemaal verliezen en zich allereerst gaan verdedigen met pantserelementen. Overigens zal het pantser bij Scutellosaursu maar een klein deel van het totale gewicht uitgemaakt hebben; zelfs bij zware Ankylosauria beliep het aandeel naar schatting slechts een tiende deel.
Het is, gezien de basale positie van Scutellosaurus in de stamboom van de Thyreophora, niet eenvoudig onderscheidende kenmerken vast te stellen. De oorspronkelijke diagnose van Colbert is nu verouderd. In 2008 gaf Richard Butler twee autapomorfieën aan: de voorbladen van de darmbeenderen strekken zich ver naar voren uit terwijl ze naar elkaar toe buigen; de staart bestaat uit minstens achtenvijftig wervels. In 2020 werden aanvullende autapomorfieën vastgesteld. De voorhoofdbeenderen zijn smal en langwerpig, tweemaal langer dan breed. De voorste staartwervels hebben doornuitsteeksels die meer dan de helft hoger zijn dan de wervellichamen. Het opperarmbeen is aanzienlijk langer dan het schouderblad. Het schouderblad is relatief kort en breed. Nog een mogelijke autapomorfie is het bezit van zes premaxillaire tanden; dit zou echter direct geërfd kunnen zijn van een voorouder gedeeld met Lesothosaurus hoewel de fylogenetische analyse dit niet als uitkomst heeft en alleen zo'n analyse vormt het bewijs van hun aanwezigheid: ze zijn niet in een fossiel aangetroffen.
In 2021 werden vier autapomorfieën gegeven. De voorhoofdsbeenderen zijn extreem smal, meer dan 350% langer dan de breedte tussen de oogkassen gemeten. De facetten voor de wervelboog van de atlas lopen door over het tandvormig uitsteeksel. De halswervels hebben opvallende en ruw kielen aan de onderzijde. Het voorblad van het darmbeen is verticaal laag waarbij de bovenrand en onderrand naar binnen uitlopen.

### Skelet

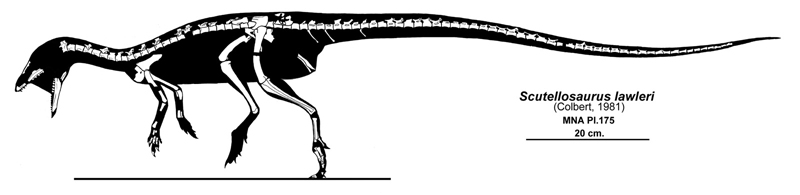
Een skeletdiagram door Jaime Headden

#### Schedel en onderkaken
De schedel van Scutellosaurus werd oorspronkelijk door Colbert vrij bol gereconstrueerd, vanuit de gedachte dat het een 'primitieve' ornithischiër betrof. Tegenwoordig wordt de kop als matig verlengd gezien met een platte bovenkant en een in zijaanzicht spitse snuit. Het bovenkaaksbeen is een lage driehoek waarvan het achterste twee derden deel ondiep uitgehold is als een fossa voor een schedelopening, de fenestra antorbitalis. De binnenkant van het bovenkaaksbeen is bol gewelfd. De bovenrand is bol en raakt de onderkant van een lange holle zijrand van het neusbeen. Er zijn minstens tien maxillaire tanden. Boven de binnenste zijkant van iedere tandkas is er een putje waarvan het bot geresorbeerd wordt als het tijd is voor het uitkomen van de volgende vervangingstand.
De onderkaak is recht en plat met een laag verticaal uitsteeksel, processus coronoides, aan de achterkant. De buitenste zijkant toont enkele grote ovale foramina en een rij van een vijftiental kleine aderkanalen. Er zijn vermoedelijk achttien dentaire tanden. De onderste binnenkant heeft een lange horizontale groeve, de fossa Meckeliana. Het eivormige samengroeiingsvlak van de onderkaken is wat omhoog gedraaid. Er is geen spoor van een predentarium, de beenkern van de ondersnavel. De maxillaire en dentaire tanden hebben drie tot vier vertandingen op iedere snijrand.

#### Postcrania

##### Wervelkolom
De wervelkolom van Scutellosaurus bestaat uit zes of zeven halswervels, zeventien of achttien ruggenwervels — het aantal hangt af van de keuze een cervicodorsale wervel al dan niet als ruggenwervel te betitelen — vijf sacrale wervels en een zestigtal staartwervels. Bij deze indeling moet men bedenken dat de wervels van het holotype niet in verband zijn gevonden en hun ordening door Colbert dus het karakter van een hypothese draagt. Alle wervels zijn amficoel: hun wervellichamen hebben zowel voor als achter een hol vlak.
De halswervels, langer dan breed, hebben diep uitgeholde zijkanten en onderaan een kiel die bij de achterste wervels geleidelijk lager wordt. De wervellichamen zijn onderaan wat overdwars vernauwd. De spoelvormige ongekielde ruggenwervels, rond in doorsnede, hebben trapeziumvormige doornuitsteeksels. Naar achteren toen worden de zijuitsteeksels dikker naarmate de parapofysen, de onderste ribgewrichten, zich van de basis naar de rand verplaatsen. Tegelijkertijd worden de bovenste ribgewrichten, de diapofysen, kleiner totdat bij de laatste wervel alleen de parapofyse over is. De voorste en achterste gewrichtsuitsteeksels liggen vrijwel horizontaal en zijn eenvoudige structuren. De sacrale wervels zijn breder dan lang met halvemaanvormige gewrichtsvlakken en een gladde onderkant. De zijuitsteeksels zijn breed. De kleine achterste gewrichtsuitsteeksels staan vrijwel verticaal en nauw opeen. De staart heeft een enorme lengte, ongeveer tweeënhalf maal die van de wervels vóór het heiligbeen. Dat komt niet alleen door het grote aantal staartwervels maar ook door hun langwerpige bouw: alle wervels van het voorste twee derden deel van de staart zijn individueel langer dan om het even welke halswervel of ruggenwervel. De voorste staartwervels zijn daarnaast ook vrij breed. De chevronfacetten lopen door over de voorste zestig procent van de staart; de doornuitsteeksels, dun en naar achteren gericht, over de voorste vijfenzeventig procent; de vrij brede zijuitsteeksels zijn over het voorste twee derden deel aanwezig. Of er ook werkelijk zo ver naar achter chevrons aanwezig waren, is onbekend; ze zijn tot en met de dertigste wervel aangetroffen. De gewrichtsuitsteeksels zijn klein en net als bij de heiligbeenwervels overdwars dicht bij elkaar geplaatst. Bij de voorste ribben staan de ribkoppen, overeenkomstig de afstand tussen de parapofysen en diapofysen, weliswaar wijd uiteen maar het capitulum en het tuberculum vormen geen afstaande takken. De achterste ribben hebben maar één kop. De sacrale ribben zijn lang en breed, vergroeid met de zijuitsteeksels van de sacrale wervels. Naar voren toe zijn ze langer. In vooraanzicht steken ze horizontaal recht uit. Ze verwijden naar buiten toe maar zijn niet met elkaar vergroeid tot een heiligbeenjuk. Colbert trof enkele verbeende pezen aan; daaruit kan geconcludeerd worden dat de achterste rug en de staartbasis door deze verstijfd waren.

##### Ledematen

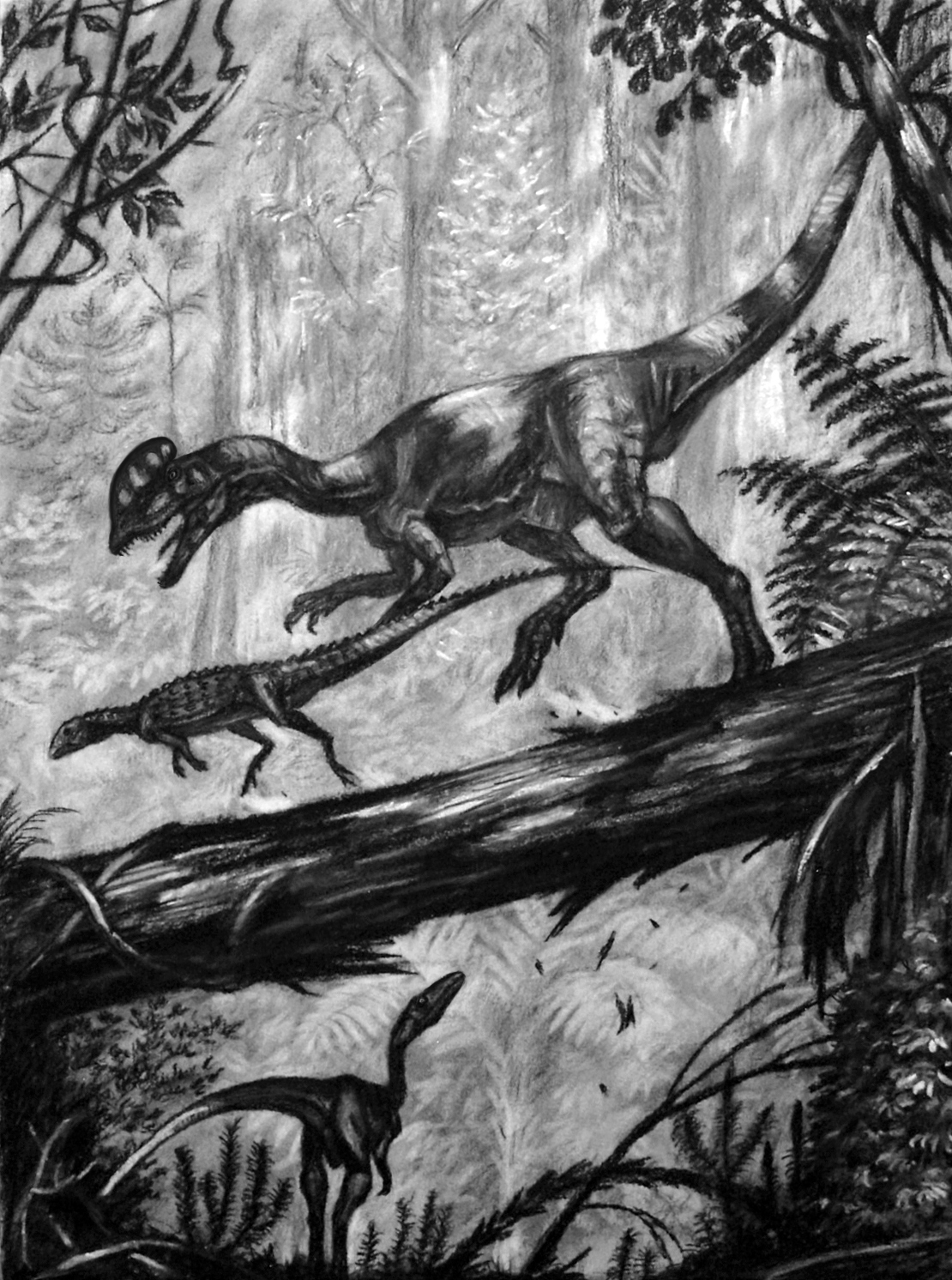
Scutellosaurus kon met zijn lange benen vluchten voor Dilophosaurus

Het schouderblad is vrij breed en gelijkmatig gebogen. Tussen het niervormige schoudergewricht en de afgeknotte processus acromialis ligt een brede driehoekige uitholling op het buitenvlak. Het schouderblad en het ravenbeksbeen lopen vlak in elkaar over met een golvende beennaad. Het ravenbeksbeen is rond en wordt in zijn achterste bovenhoek doorboord door een foramen.
Het opperarmbeen is slank en licht naar buiten gebogen. Het boveneinde is overdwars verbreed en afgerond. De kop is klein, meer naar de buitenzijde van het lichaam toe geplaatst dan de gebruikelijke verheffing op de binnenste bovenrand van het opperarmbeen. De driehoekige deltopectorale kam is vrij hoog op de voorrand van de schacht gelegen. De onderkant van het opperarmbeen is niet ten opzichte van de bovenkant om zijn lengteas gedraaid. De fossa olecrani, de groeve die de achterste bovenzijde van de ellepijp opvangt bij de strekking van de arm, is wat dieper dan de fossa cubitalis, de tegenovergelegen groeve aan de voorkant. Ellepijp en spaakbeen zijn slechts gedeeltelijk bekend en de lengte van de onderarm kan niet exact worden vastgesteld. Beide onderarmbeenderen zijn recht en cilindervormig. De ellepijp heeft aan de achterste bovenzijde geen duidelijk gevormd uitsteeksel of processus olecrani. De onderste uiteinden van beide beenderen zijn ongeveer even groot en gevormd als eenvoudige bolle gewrichten. Ook de pols en de hand zijn slecht bekend. De hand moet relatief groot geweest zijn. De handklauwen zijn klein en gepunt, niet hoefvormig, een aanwijzing dat er niet op gelopen werd.
In het bekken is bij het darmbeen het achterblad overdwars afgeplat, horizontaal gericht, matig lang, vrij hoog en afgerond. Het heeft aan de interne, van de wervelkolom afgerichte, zijde van de binnenkant een laag vlak als aanhechting voor een staartspier, de Musculus caudofemoralis brevis. Het voorblad is vrij kort, verticaal afgeplat, horizontaal gericht, staafvormig en met een verdikte bovenrand die de zijkant wat overhangt. De voorbladen wijken niet wijd uiteen maar buigen juist iets naar elkaar toe, een teken dat de buikholte niet extreem verbreed was. Het heupgewricht toont geen echte antitrochanter, overdwarse verdikking om de krachten uitgeoefend door het dijbeen op te vangen. Wel is er een horizontale richel boven het heupgewricht. Het aanhangsel voor het schaambeen is groot en wat naar voren gericht. Het schaambeen is lang en dun, hol naar voren gebogen. De schacht ervan loopt vermoedelijk parallel aan het zitbeen maar de onderste spitse punt kromt er naar voren toe van weg. Het zitbeen is eveneens lang en dun. Het versmalt in de middenschacht sterk maar verbreedt iets in het overdwars afgeplatte uiteinde om ten slotte toch in een punt te eindigen. Het zitbeen sluit het heupgewricht niet gedeeltelijk af. Colbert nam een uitsteeksel op de voorrand aan, een processus obturatorius, maar Paul Sereno wees er in 1986 al op dat daar in feite geen aanwijzingen voor zijn.
De achterpoot is lichtgebouwd met slanke elementen, een onderbeen dat langer is dan het bovenbeen, en een lange voet. Het dijbeen is vrij recht. De kop van het dijbeen is via een echte nek met de schacht verbonden, een teken van een rennende levenswijze, en bevindt zich op dezelfde hoogte als de trochanter major, overvloeiend in deze bovenkant van de dijbeenschacht. De vierde trochanter, de aanhechting voor de Musculus caudofemoralis longus, is groot en afhangend, iets boven het midden van de schacht geplaatst, opnieuw een aanpassing voor een hoge snelheid. Het scheenbeen is iets langer dan het dijbeen. Het kuitbeen is een lang en erg slank element. De enkel is slecht bekend. het sprongbeen heft een lage maar goed ontwikkelde opgaande tak, de processus ascendens, voor de aanhechting aan de onderste voorkant van het scheenbeen, waarvan de punt aan de binnenkant van het scheenbeen ligt. De middenvoetsbeenderen zijn matig lang. Hun bovenste uiteinden liggen dicht opeen, geplaatst in een, aan de achterkant holle, boog, typisch voor een rennend dier. Aan hun onderste uiteinden staan ze wat van elkaar af. De bovenste teenkootjes hebben een diepe groeve op hun onderste bovenvlak, waarin een bovenste uitsteeksel van de tweede teenkootjes past, wat duidt op een aanzienlijke vrijheid om de voet te strekken, hetgeen een krachtige afzet bij hoge snelheid mogelijk maakt. De formule van de teenkootjes is onbekend. De voetklauwen zijn spits.

### Osteodermen

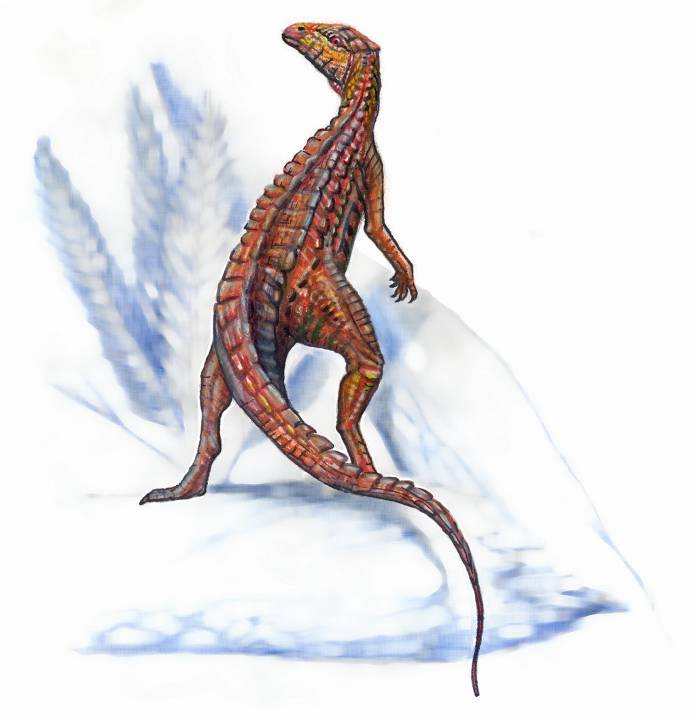
Veel illustraties laten een gesloten pantser zien met banden en een rij platen op de rug maar hiervoor zijn geen aanwijzingen

Scutellosaurus was bedekt met honderden kleine beenplaatjes. Hun exacte aantal en hun plaatsing zijn echter onbekend daar ze los, in plaats van in hun originele positie, teruggevonden zijn. Bij het holotype zijn er 304 aangetroffen. In een poging hun positie te reconstrueren aan de hand van hun bouw, deelde Colbert ze in zes vormklassen in. David Bruce Norman stelde echter in 1990 dat er twee, hoogstens drie, echt verschillende typen vaststelbaar zijn.
De plaatjes zijn ovaal met aan de buitenkant een zeer ruw oppervlak, bezaaid met putjes. Dezelfde buitenkant wordt meestal asymmetrisch in tweeën gedeeld door een lengterichel ofwel kiel. De hoogte van de kiel varieert sterk: sommige plaatjes zijn vrijwel plat, andere hebben een scherpe en langwerpige snijrand, enkele dragen meer een hoge driehoekige stekel. De meeste plaatjes hebben een binnenzijde die ze zo uitholt dat ze een uniforme dikte hebben. De uitholling zet zich echter typisch niet voort tot in de kiel. Norman meende dat de asymmetrische plaatjes vóór de staart aan weerszijden van de romp stonden, waarbij de grotere plaatjes de hogere rijen vormden; een middenrij boven op de rug zou ontbreken. Daarnaast is er een aantal lange, nauwe, symmetrische plaatjes. Volgens Colbert vormden die een rij midden op de staart. Tussen beide hoofdvormen van asymmetrische en symmetrische osteodermen zijn ook overgangen waarneembaar. Intern is het bot van de osteodermen sponsachtig, zonder uitgebreide vezels. Dat de plaatjes ovaal zijn, maakt het onwaarschijnlijk dat ze een gesloten pantser vormden.
Breeden onderscheidde in 2020 vier morfotypen. Morfotype A is symmetrisch breed, eirond en plat met en kiel van voor naar achter in de lengterichting. Morfotype B is symmetrisch met twee lange zijden die naar het midden oplopen tot een kiel van variabele hoogte boven een diep holle onderzijde, terwijl de dikte van de basisplaat vrij constant blijft. Morfotype C is symmetrisch en plaat maar breder dan lang met twee lengterichels aan weerszijden van de middenlijn. Morfotype D is zeer langwerpig met een holle basis en even lang als een staartwervel, wat Colberts interpretatie lijkt te bevestigen.

## Fylogenie
Scutellosaurus werd door Colbert in 1981 ondergebracht bij de Fabrosauridae, een parafyletische verzameling onderling niet direct verwante vroege kleine Ornithischia. Pas midden jaren tachtig werd de relatie met latere bepantserde vormen onderkend. Vanaf begin jaren gaven exacte cladistische analyses Scutellosaurus als een basaal lid van de Thyreophora, meestal het meest basale dat bekend is. De soort verschaft zo unieke informatie over de vroege evolutie van die groep en de overgang van rennende kleine planteneters naar grote stappende viervoetige vormen.
De plaats van Scutellosaurus in de stamboom volgens een studie uit 2011 toont het volgende kladogram:
|              | Stegosauria                                                     |
|              |                                                                 |
| Ankylosauria | \| \| Ankylosauridae \| \| \| \| \| \| Nodosauridae \| \| \| \| |
|              | \| \| Ankylosauridae \| \| \| \| \| \| Nodosauridae \| \| \| \| |
|              | Ankylosauridae                                                  |
|              |                                                                 |
|              | Nodosauridae                                                    |
|              |                                                                 |

|  | Ankylosauridae |
|  |                |
|  | Nodosauridae   |
|  |                |

|              | Stegosauria                                                     |
|              |                                                                 |
| Ankylosauria | \| \| Ankylosauridae \| \| \| \| \| \| Nodosauridae \| \| \| \| |
|              | \| \| Ankylosauridae \| \| \| \| \| \| Nodosauridae \| \| \| \| |
|              | Ankylosauridae                                                  |
|              |                                                                 |
|              | Nodosauridae                                                    |
|              |                                                                 |

|  | Ankylosauridae |
|  |                |
|  | Nodosauridae   |
|  |                |

|              | Stegosauria                                                     |
|              |                                                                 |
| Ankylosauria | \| \| Ankylosauridae \| \| \| \| \| \| Nodosauridae \| \| \| \| |
|              | \| \| Ankylosauridae \| \| \| \| \| \| Nodosauridae \| \| \| \| |
|              | Ankylosauridae                                                  |
|              |                                                                 |
|              | Nodosauridae                                                    |
|              |                                                                 |

|  | Ankylosauridae |
|  |                |
|  | Nodosauridae   |
|  |                |

|              | Stegosauria                                                     |
|              |                                                                 |
| Ankylosauria | \| \| Ankylosauridae \| \| \| \| \| \| Nodosauridae \| \| \| \| |
|              | \| \| Ankylosauridae \| \| \| \| \| \| Nodosauridae \| \| \| \| |
|              | Ankylosauridae                                                  |
|              |                                                                 |
|              | Nodosauridae                                                    |
|              |                                                                 |

|  | Ankylosauridae |
|  |                |
|  | Nodosauridae   |
|  |                |

|              | Stegosauria                                                     |
|              |                                                                 |
| Ankylosauria | \| \| Ankylosauridae \| \| \| \| \| \| Nodosauridae \| \| \| \| |
|              | \| \| Ankylosauridae \| \| \| \| \| \| Nodosauridae \| \| \| \| |
|              | Ankylosauridae                                                  |
|              |                                                                 |
|              | Nodosauridae                                                    |
|              |                                                                 |

|  | Ankylosauridae |
|  |                |
|  | Nodosauridae   |
|  |                |

|              | Stegosauria                                                     |
|              |                                                                 |
| Ankylosauria | \| \| Ankylosauridae \| \| \| \| \| \| Nodosauridae \| \| \| \| |
|              | \| \| Ankylosauridae \| \| \| \| \| \| Nodosauridae \| \| \| \| |
|              | Ankylosauridae                                                  |
|              |                                                                 |
|              | Nodosauridae                                                    |
|              |                                                                 |

|  | Ankylosauridae |
|  |                |
|  | Nodosauridae   |
|  |                |

|              | Stegosauria                                                     |
|              |                                                                 |
| Ankylosauria | \| \| Ankylosauridae \| \| \| \| \| \| Nodosauridae \| \| \| \| |
|              | \| \| Ankylosauridae \| \| \| \| \| \| Nodosauridae \| \| \| \| |
|              | Ankylosauridae                                                  |
|              |                                                                 |
|              | Nodosauridae                                                    |
|              |                                                                 |

|  | Ankylosauridae |
|  |                |
|  | Nodosauridae   |
|  |                |

|              | Stegosauria                                                     |
|              |                                                                 |
| Ankylosauria | \| \| Ankylosauridae \| \| \| \| \| \| Nodosauridae \| \| \| \| |
|              | \| \| Ankylosauridae \| \| \| \| \| \| Nodosauridae \| \| \| \| |
|              | Ankylosauridae                                                  |
|              |                                                                 |
|              | Nodosauridae                                                    |
|              |                                                                 |

|  | Ankylosauridae |
|  |                |
|  | Nodosauridae   |
|  |                |